# Erbslöh Geisenheim

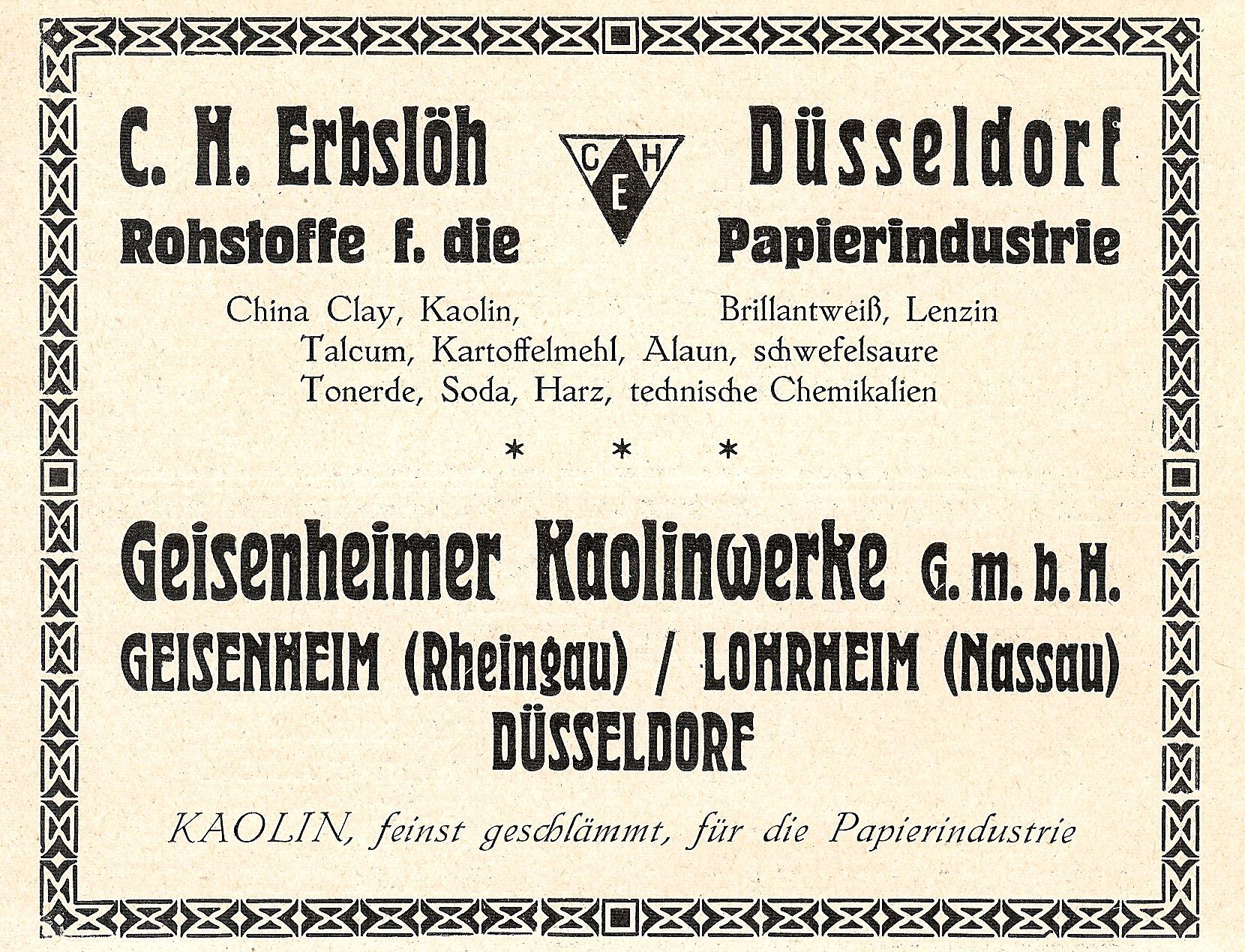
Werbung für Erbslöh-Kaolin aus dem Jahre 1929

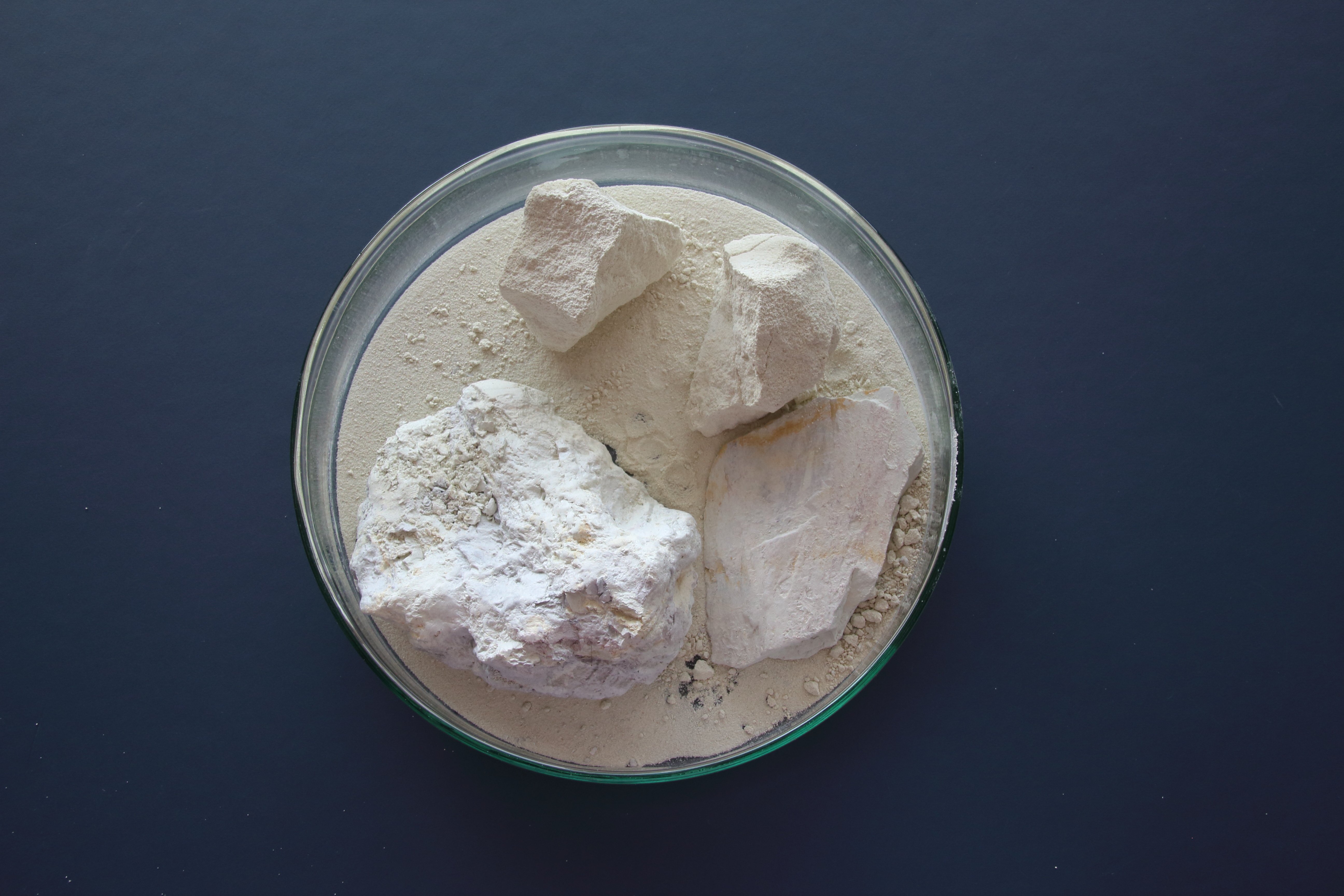
Kaolin aus der Geisenheimer Kaolingrube

Erbslöh Geisenheim GmbH ist ein internationales Unternehmen der Getränketechnologie mit Sitz in Geisenheim im Rheingau. Die Erbslöh-Gruppe ist tätig in den Bereichen Forschung, Entwicklung und Herstellung von Getränkebehandlungsmittel u. a. für Wein, Sekt, Saft, Branntwein und Bier und exportiert ihre Waren in über 70 Länder.

## Geschichte
Carl Hugo Erbslöh, der der bergischen Unternehmerfamilie Erbslöh entstammte und ein Sohn des Barmer Fabrikanten und Unternehmensgründers Julius Erbslöh I. war, gründete 1876 in Düsseldorf ein Großhandelsunternehmen für Chemikalien und Mineralien. Sein Interesse galt dem Kaolin, einem Gestein, welches unter anderem zur Herstellung von Papier und Porzellan sowie in der Lebensmittelindustrie Verwendung findet. Auf der Suche nach neuen Vorkommen, um sich von der Einfuhr von englischem Kaolin, dem sogenannten China Clay unabhängig zu machen, erwarb er 1892 in Geisenheim von Eduard von Lade die nach Bergrecht auf Ton und Kaolin verliehenen Felder Rothenberg und Becht. Die Geisenheimer Lagerstätten zeichneten sich aus durch stark kaolinisierte Quarzkeratophyre, aus denen unter hydrothermalen Bedingungen fast reiner, weißer Kaolin entstand, der als „Geisenheimer Porzellanton“ bekannt wurde.
Bereits am 1. September 1892 wurde die Firma als Kommanditgesellschaft in das Handelsregister der Stadt Rüdesheim am Rhein eingetragen. Die Felder wurden sowohl im Tagebau aufgeschlossen, als auch im Tiefbau ausgerichtet. Dafür wurde ein 500 m langer Stollen von der Siedlung Pflänzer bis zum Rothenberg getrieben. Gleichzeitig wurde direkt an der Bahnlinie mit dem Bau einer Schlämmerei begonnen. Zu den ersten Kunden zählten der Papierhersteller E. Holtzmann & Cie., das Thonwerk Biebrich und der Keramikhersteller Deutsche Steinzeug Cremer & Breuer.
1896 erfolgte die Umwandlung in eine Offene Handelsgesellschaft. Bei Lohrheim im damaligen Nassau wurde 1911 ein weiteres Grubenfeld erworben, 1920 entstand dort ebenfalls ein Kaolinwerk, welches ab 1921 in Betrieb ging. Weitere Gruben und Werke folgten.
Nachdem Carl Hugo sich 1921 aus der Geschäftsleitung sowohl in Düsseldorf als auch in Geisenheim zurückgezogen hatte, übernahm Sohn Siegfried Erbslöh die Führung. 1934 erfolgte die Rückumwandlung in eine Kommanditgesellschaft, Siegfried wurde bis 1962 persönlich haftender Gesellschafter, ab 1954 gemeinsam mit Sohn Gerd.
In den 1940er Jahren wurde im Getränkesektor Bentonit zur sogenannten Eiweiß-Schönung und zur Stabilisierung von Getränken eingeführt, welches bekannt wurde als „Geisenheimer Erde zur Weinschönung“, 1964 wurde dann die Abteilung Getränketechnologie gegründet.
Einer der wichtigsten Meilenstein in der Firmengeschichte war 1966 die Erfindung der Betonit-Aktivierung, eines chemischen Veredelungsverfahren: Aus nur gering quellfähigem Calcium-Bentonit wurde durch Ionenaustausch Natrium-Bentonit, wodurch sich das Quellvermögen des Tonminerals deutlich erhöhen ließ, was für zahlreiche neue Anwendungen und die Erschließung neuer Märkte sorgte. Durch das patentierte Verfahren wurden beispielsweise in der Gießerei-Industrie die Voraussetzungen für synthetischen Formsand geschaffen, das Material wurde genutzt für Bohrspülungen bei Tiefbohrungen oder als Abdichtung bei Bauten, aber auch im Getränkebereich.
Wegen Erschöpfung der Lagerstätte wurde 1975 der Kaolinabbau in Geisenheim beendet, der stetig wachsende Bereich der Getränketechnologie konnte diesen Verlust jedoch in den kommenden Jahren ersetzen.
In jüngerer Zeit wurden Maßstäbe gesetzt mit der Herstellung biozertifizierter Trockenreinzuchthefen (2008), die von Biobetrieben nach EU-Richtlinien verwendet werden dürfen, einem Anti-Gushing-Produkt für Biere (2013), Produkte zur veganen Getränkebehandlung (2014), sowie „Halal-“ oder auch „koscher-zertifizierte“ Produkte, die keine Gelatine oder tierische Proteine enthalten dürfen.
Am 1. Oktober 2017 erfolgte die Übernahme des in vierter Generation geführten Familienunternehmens durch die französische Unternehmensgruppe Laffort aus Bordeaux.
Gerd Erbslöh, der auch nach dem Rückzug aus der Firma noch lange Jahre Gesellschafter und Beiratsvorsitzender des Unternehmens war, verstarb im September 2019 im Alter von 92 Jahren. Eine von ihm 2008 ins Leben gerufene Stiftung fördert Bachelor-, Master- und Promotionsarbeiten von Studierenden der Hochschule Geisenheim, welche die Entwicklung der Hochschule unterstützen oder besondere Leistungen in den Bereichen Getränketechnologie oder Önologie darstellen.

## Kaolingrube von Geisenheim

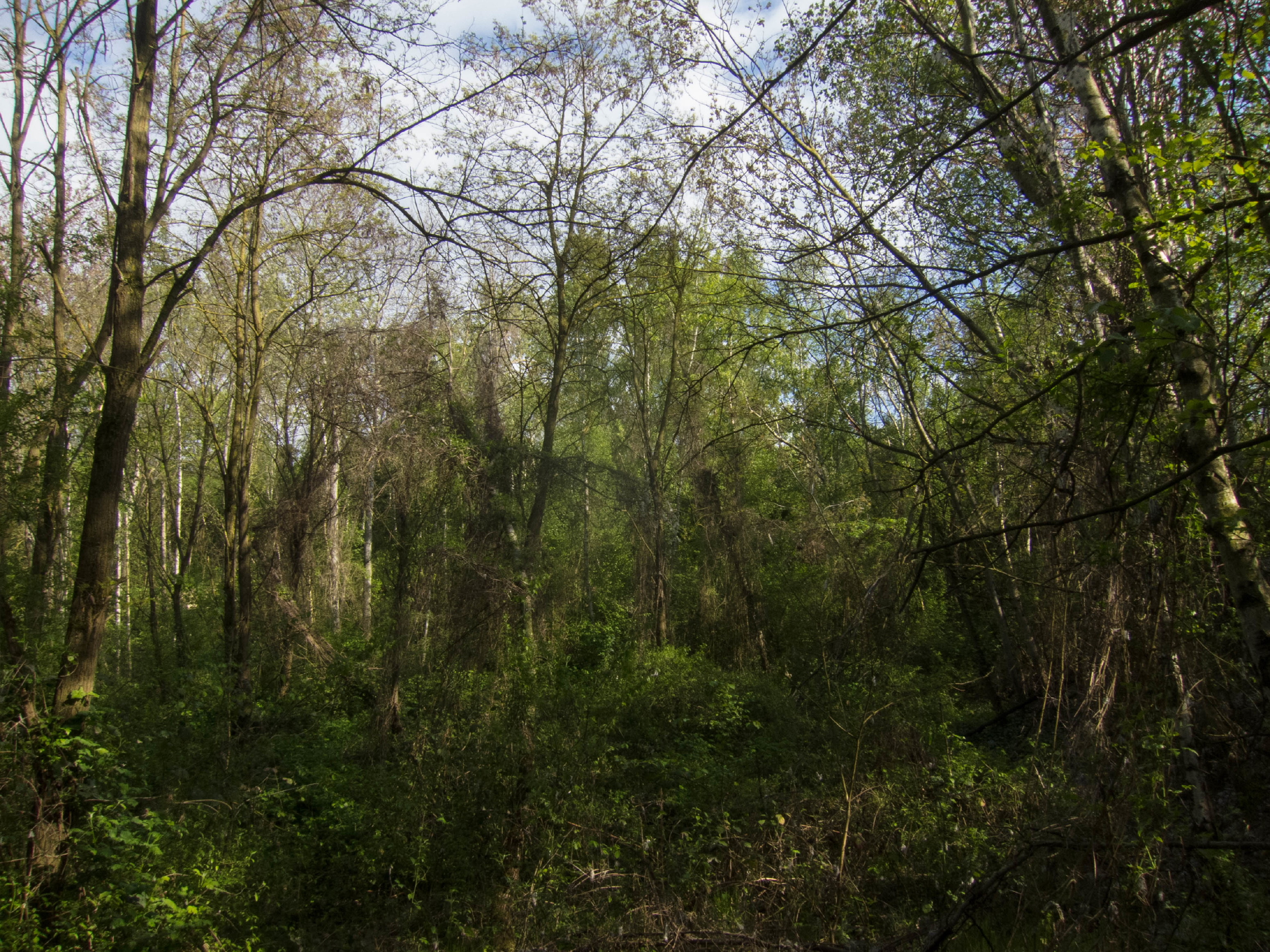
Ehemaliges Naturschutzgebiet Kaolingrube von Geisenheim

Die durch den ehemaligen Kaolin-Tagebau entstandene Fläche am Rothenberg wurde 1993 durch das Regierungspräsidium Darmstadt zum Naturschutzgebiet Kaolingrube von Geisenheim mit der Nummer 1439030 erklärt und sollte als Lebens- und Rückzugsraum seltener und bestandsbedrohter Tier- und Pflanzenarten dienen, eine natürliche Vegetationsentwicklung sollte entstehen.
Jedoch bereitete ein ständiges Nachrutschen der steilen Böschungen große Probleme. Das damals immer noch unter Bergrecht stehende Gelände wurde daher durch die Bergbehörde mit Erdaushub verfüllt. Der Schutzstatus wurde daraufhin 2015 aufgehoben. Pläne der Stadt Geisenheim, auf dem ehemaligen Grubengelände eine Wohnbebauung zuzulassen, stehen möglicherweise Bedenken der Wasserbehörde des Kreises entgegen, dass der verfüllte Erdaushub belastet sei.